# Páni z Bechyně
Páni z Bechyně byli šlechtickým rodem, pocházejícím z rodu Benešovců.
Za otce-zakladatele je považován Drslav (1234–1255). Ten měl dva syny: Čeňka (†1283) a Dobeše (Tobiáše) (†1307).  Většího významu dosáhl Dobeš, který se stal v Čechách významnou osobností. Se svým bratrancem pražským biskupem Tobiášem z Benešova se pohyboval ve vysoké politice. Působil jako královský purkrabí na Bechyni, kterou držel se svým bratrem Čeňkem, a podle Bechyně měl i svůj predikát. Od roku 1267 byl nejvyšším maršálkem Českého království. Po smrti krále Václava se stal zastáncem habsburské kandidatury na uvolněný trůn. Dne 24. července 1307 vtrhli do biskupského domu na Malé Straně v Praze, kde se konalo jednání o nástupnictví,  mladí šlechtici a po slovních výpadech došlo k šarvátce, při níž byl starý maršálek Dobeš proklat mečem Oldřicha z Lichtenburka.  
Dobeš měl syny Dobeše (†1359) a Zbyňka (1317), kteří přesídlili do Kamenice nad Lipou, po které se též psali. Dobeš zanechal syna Jindřicha z Kamenice (1359–1362) a rod se již dále uvádí po Kamenici.
Dobešův bratr Čeněk měl syna Čeňka (†1356), který držel na Moravě statky Tečovice, Otrokovice, Březovou, Malenovice, Kvítkovice a další. Ten měl čtyři syny: Štěpána (†1350), Petra (†1350),  Drslava (†1356) a Janáče (†1385). Štěpán a Petr zemřeli dříve než otec Čeněk, Drslav se dal na duchovní dráhu. Majetky tak zdědil Janáč z Bechyně, který měl za ženu Hyslu z Ronova. Ten neměl žádné potomky. 

## Erb
V erbu pánů z Bechyně, jenž je odvozený od erbu ostatních Benešovců, je zavinulá stříbrná střela na červeném podkladu; od ostatních se liší kaprem v klenotu. 